# Tautologia (językoznawstwo)
Tautologia (gr. ταὐτός tautós „ten sam” i λόγος lógos „mowa”) – konstrukcja językowa, w której poszczególne wyrazy powtarzają swoje znaczenie. Tautologia jest zaliczana do redundantnych połączeń wyrazowych.
W literaturze nie czyni się konsekwentnego rozróżnienia między terminami „tautologia” i „pleonazm”. Niektóre klasyfikacje rezerwują termin „tautologia” dla związków wyrazowych, których elementy pozostają w stosunku współrzędnym (w opozycji wobec pleonazmów, w których część gramatycznie podrzędna zawiera elementy znaczenia wyrazu nadrzędnego). W praktyce wielu autorów postrzega te pojęcia jako równoważne.
Tautologia bywa świadomie wykorzystywana przez twórców literackich do celów ekspresji artystycznej. W innych sytuacjach posługiwanie się tautologiami uchodzi za formę nieporadności językowej, choć niektóre wyrażenia tego typu mają sankcję normatywną na mocy zwyczaju językowego.
Przykłady tautologii:
- źródło i geneza hymnu
- ale jednak wydaje mi się, że
- i jeszcze w dodatku
- ocena poprawności i prawidłowości
- tylko i wyłącznie
- ten sam izoefekt

Tautologie powstają przeważnie wskutek niepełnego uświadomienia sobie znaczeń wyrazów użytych w zdaniu przez nadawcę komunikatu. Poprawianie tego rodzaju uchybień polega przeważnie na usunięciu jednego z wyrazów, który nie wnosi do wypowiedzi żadnej nowej informacji.